# Iperú, information et assistance au touriste
 (avril 2024).
Si vous disposez d'ouvrages ou d'articles de référence ou si vous connaissez des sites web de qualité traitant du thème abordé ici, merci de compléter l'article en donnant les références utiles à sa vérifiabilité et en les liant à la section « Notes et références ».
 (avril 2024).
La mise en forme du texte ne suit pas les recommandations de Wikipédia : il faut le « wikifier ».
Les points d'amélioration suivants sont les cas les plus fréquents. Le détail des points à revoir est peut-être précisé sur la page de discussion.
- Les titres sont pré-formatés par le logiciel. Ils ne sont ni en capitales, ni en gras.
- Le texte ne doit pas être écrit en capitales (les noms de famille non plus), ni en gras, ni en italique, ni en « petit »…
- Le gras n'est utilisé que pour surligner le titre de l'article dans l'introduction, une seule fois.
- L'italique est rarement utilisé : mots en langue étrangère, titres d'œuvres, noms de bateaux, etc.
- Les citations ne sont pas en italique mais en corps de texte normal. Elles sont entourées par des guillemets français : « et ».
- Les listes à puces sont à éviter, des paragraphes rédigés étant largement préférés. Les tableaux sont à réserver à la présentation de données structurées (résultats, etc.).
- Les appels de note de bas de page (petits chiffres en exposant, introduits par l'outil «  Source ») sont à placer entre la fin de phrase et le point final[comme ça].
- Les liens internes (vers d'autres articles de Wikipédia) sont à choisir avec parcimonie. Créez des liens vers des articles approfondissant le sujet. Les termes génériques sans rapport avec le sujet sont à éviter, ainsi que les répétitions de liens vers un même terme.
- Les liens externes sont à placer uniquement dans une section « Liens externes », à la fin de l'article. Ces liens sont à choisir avec parcimonie suivant les règles définies. Si un lien sert de source à l'article, son insertion dans le texte est à faire par les notes de bas de page.
- La présentation des références doit suivre les conventions bibliographiques. Il est recommandé d'utiliser les modèles {{Ouvrage}}, {{Chapitre}}, {{Article}}, {{Lien web}} et/ou {{Bibliographie}}. Le mode d'édition visuel peut mettre en forme automatiquement les références.
- Insérer une infobox (cadre d'informations à droite) n'est pas obligatoire pour parachever la mise en page.

Pour une aide détaillée, merci de consulter Aide:Wikification.
Si vous pensez que ces points ont été résolus, vous pouvez retirer ce bandeau et améliorer la mise en forme d'un autre article.
 (avril 2024).
La mise en forme du texte ne suit pas les recommandations de Wikipédia : il faut le « wikifier ».
Les points d'amélioration suivants sont les cas les plus fréquents. Le détail des points à revoir est peut-être précisé sur la page de discussion.
- Les titres sont pré-formatés par le logiciel. Ils ne sont ni en capitales, ni en gras.
- Le texte ne doit pas être écrit en capitales (les noms de famille non plus), ni en gras, ni en italique, ni en « petit »…
- Le gras n'est utilisé que pour surligner le titre de l'article dans l'introduction, une seule fois.
- L'italique est rarement utilisé : mots en langue étrangère, titres d'œuvres, noms de bateaux, etc.
- Les citations ne sont pas en italique mais en corps de texte normal. Elles sont entourées par des guillemets français : « et ».
- Les listes à puces sont à éviter, des paragraphes rédigés étant largement préférés. Les tableaux sont à réserver à la présentation de données structurées (résultats, etc.).
- Les appels de note de bas de page (petits chiffres en exposant, introduits par l'outil «  Source ») sont à placer entre la fin de phrase et le point final[comme ça].
- Les liens internes (vers d'autres articles de Wikipédia) sont à choisir avec parcimonie. Créez des liens vers des articles approfondissant le sujet. Les termes génériques sans rapport avec le sujet sont à éviter, ainsi que les répétitions de liens vers un même terme.
- Les liens externes sont à placer uniquement dans une section « Liens externes », à la fin de l'article. Ces liens sont à choisir avec parcimonie suivant les règles définies. Si un lien sert de source à l'article, son insertion dans le texte est à faire par les notes de bas de page.
- La présentation des références doit suivre les conventions bibliographiques. Il est recommandé d'utiliser les modèles {{Ouvrage}}, {{Chapitre}}, {{Article}}, {{Lien web}} et/ou {{Bibliographie}}. Le mode d'édition visuel peut mettre en forme automatiquement les références.
- Insérer une infobox (cadre d'informations à droite) n'est pas obligatoire pour parachever la mise en page.

Pour une aide détaillée, merci de consulter Aide:Wikification.
Si vous pensez que ces points ont été résolus, vous pouvez retirer ce bandeau et améliorer la mise en forme d'un autre article.
Iperú, information et assistance au touriste, ou tout simplement iperú (avec minuscule) API : /ɪpeˈɾu/ est un service offert gratuitement par le gouvernement péruvien à travers la Commission pour la promotion de l'exportation et du tourisme du Pérou (Comisión de Promoción de las Exportaciones y el Turismo del Perú, Promperú) et l'Institut National pour la Défense de Concurrence et de la Protection de la Propriété Intellectuelle (Instituto Nacional de Defensa de la Competencia y de la protection de la propiedad intelectual, INDECOPI).
Commission pour la promotion de l'exportation du Pérou et du tourisme (Promperú) et Institut National pour la Défense Concurrence et de la protection de la propriété intellectuelle (INDECOPI) aident les touristes nationaux et étrangers à obtenir des informations objectives et impartiales sur les destinations, les attractions et les itinéraires. Ils recommandent les entreprises qui offrent des services touristiques. Ils fournissent de l'aide en cas des problèmes durant le voyage au Pérou ou si les services touristiques n'ont pas été fournis comme convenu.
Le bureau national du tourisme du Pérou ou iperú, est responsable du traitement des réclamations présentées par les touristes nationaux et étrangers à l'encontre des fournisseurs de services touristiques, avec des pouvoirs de médiation et de conciliation (mais pas de sanction) pour les résoudre. Les opérateurs de iperú parlent plusieurs langues.
Avant, pendant ou après leur visite au Pérou, Iperú fournit un service utile pour les touristes, les chercheurs ou les hommes d'affaires. Iperû dispose d'une base très complète de données sur les services recommandés dans le pays, ainsi que des informations très détaillées comportant des détails peu connus du pays.
Malgré le fait qu'il soit un organisme public, l'office du tourisme fonctionne toute la semaine, y compris les dimanches, jours fériés ou les jours de grève.
Normalement, les bureaux locaux de l'Office National du Tourisme sont désignés par la ville où ils se situent. Par exemple, le bureau iperú de Iquitos (Amazonie péruvienne) est appelé iperú Iquitos ou le bureau situé à Chachapoyas est appelé iperú Chachapoyas.
Le bureau principal de iperú est situé à Lima.

## Histoire
Par le biais d'un accord de coopération entre Promperú et l'Institut national pour la défense de la concurrence et de la protection de la propriété intellectuelle INDECOPI (24 juin 1994) a été créé le Service de la protection de tourisme (PTS), représenté aujourd'hui par iperû. Grâce à cet accord donné par l'INDECOPI, de nouvelles fonctions de la Commission de la protection des consommateurs permettent d'entreprendre des actions contre les firmes  touristiques.
En 2001, notant la nécessité d'avoir un avis objectif des informations touristiques pour les visiteurs afin de prévenir les incidents et d'améliorer les services fournis, il a été décidé d'ajouter le service d'information touristique (ITS). Cela a donné lieu à iperú, information touristique et d'assistance, fusionnant  les fonctions des deux services.

## Réalisations
- En 2007, l'office de tourisme a géré 287.492 cas pour, soit des demandes d'information, soit de l'aide au niveau national.
- En utilisant la ligne téléphonique 24/7, (51 1) 574-8000,  les opérateurs d'iperû ont été en mesure de sauver la vie de touristes nationaux et étrangers. Un exemple fut le cas d'un couple belge de grimpeurs, Julia Snihur et Ginion Renaud de 25 et 35 ans respectivement, qui s'étaient perdus sur le glacier de Chopicalqui, situé à Huaraz. Ils ont été secourus après une semaine d'intenses recherches qui ont nécessité l'aide d'un téléphone par satellite afin de faciliter le travail des équipes de secours péruviennes. Les grimpeurs n'avaient pas pris de guide de montagne et ne s'étaient pas inscrits dans les chalets de contrôle en entrant dans les montagnes de la Cordillera Blanca. Cela avait d'autant plus entravé les recherches.

## Caractéristiques
- Fournir des informations touristiques.
- Conseiller les touristes sur les formalités et les procédures des institutions publiques et privées.
- Contribuer à la résolution des plaintes des touristes contre les opérateurs de services touristiques.

## Points d'attention

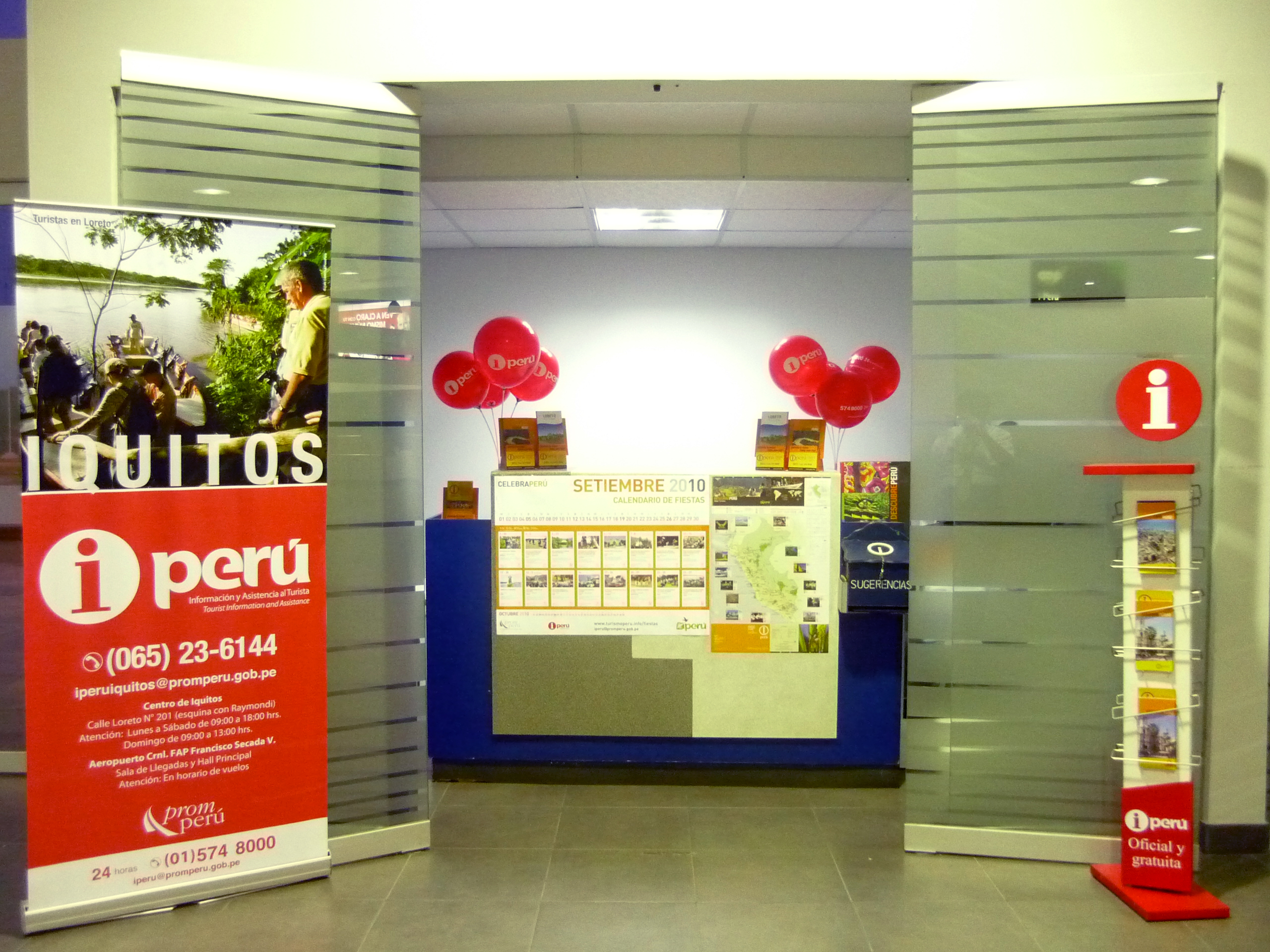
Iperú possède auss un bureau à l'aéroport de Iquitos, en Amazonie péruvienne (Région de Loreto).

Le service d'information touristique et de l'assistance, iperú est totalement accessible, par téléphone et par courriel, 7 jours par semaine, 24 heures par jour, 365 jours de l'année et en 5 langues. Il dispose d'un réseau de 31 bureaux situés dans 13 régions du Pérou :
| Région      | Capitale    | Localisation du bureau                                                                          |
| Amazonas    | Chachapoyas | Plaza de Armas. Bureaux à Amazonas                                                              |
| Ancash      | Huaraz      | Plaza de Armas y Caseta de Información Turística. Bureaux à Ancash                              |
| Arequipa    | Arequipa    | Aéroport, Casona Santa Catalina et Plaza de Armas. Bureaux à Arequipa                           |
| Ayacucho    | Ayacucho    | Aéroport et Plaza de Armas. Bureaux à Ayacucho                                                  |
| Cusco       | Cusco       | Aéroport, Galerías Turísticas et ville de Machu Picchu. Bureaux à Cusco                         |
| La Libertad | Trujillo    | Plaza de Armas et Complejo Arqueológico el Brujo. Bureaux à La Libertad                         |
| Lambayeque  | Chiclayo    | Centre de Chiclayo, Musée Tumbas Reales de Sipán et Aéroport. Bureaux à Lambayeque              |
| Lima        | Lima        | Aéroport, San Isidro, centre commercial de Larcomar. Bureaux à Lima                             |
| Loreto      | Iquitos     | Aéroport et rue Napo No 161, bureau No 4 (Plaza de Armas). Bureaux à Loreto                     |
| Piura       | Piura       | Plaza de Armas, Aéroport et ville de Máncora. Bureaux à Piura                                   |
| Puno        | Puno        | Plaza de Armas. Bureaux à Puno                                                                  |
| Tacna       | Tacna       | Plaza de Armas, Aéroport, Complejo Fronterizo Santa Rosa et Terminal Terrestre. Bureaux à Tacna |
| Tumbes      | Tumbes      | Plaza de Armas. Bureaux à Tumbes                                                                |

Iperú, information et assistance au touriste propose aussi des informations touristiques sur les événements particuliers ou les lieux avec un grand afflux de visiteurs et des ressortissants étrangers, telles que la célébration de l'Inti Raymi à (Cusco) ou de la fête patronale de Saint-Jean Iquitos, en Amazonie péruvienne.